# Leucomicra
Leucomicra là một chi bướm đêm thuộc họ Geometridae.